# الثعلب وكلب الصيد (رواية)
الثعلب وكلب الصيد (بالإنجليزية: The Fox and the Hound)‏ رواية من عام 1967 للروائي الأمريكي دانيال ب. مانيكس، رُسمت صورها بِريشة الرسام جون سكينير. تتحدث هذه الرواية عن حياة «تود» وهو ثعلب أحمر تربى على يد إنسان في أول سنة من حياته، و«كوبر» وهو دمُّوم (اسم سُلالة كلاب صيد) هجين يمتلكه صياد محلي يشار اليه بلقب «السيد». بعد أن تسبب تود في موت كلب الصياد المفضل، طارده الصياد وكلبه الآخر كوبر بشراسة، في خلفية مزدوجة من تغير العالم الإنساني بنظر تود، وتغير حياته العادية التي اعتاد عليها برفقة البشر، ما أن أصبح مضطرًا إلى الصيد من أجل الحصول على الطعام، والبحث عن أنثى والدفاع عن منطقة سلطته ضد الثعالب الأخرى. تجهز مانيكس لكتابة روايته، بأن عكف على دراسة الثعالب البرية والأليفة، ومجموعة واسعة من أساليب الصيد، والطرق التي تتعقب بها كلاب الصيد الثعالب، وذلك ليضفي الواقعية على الشخصيات التي ابتكرها.
استخدم مانيكس في روايته عدة رمزيات وعبارات قد يصعب على القارئ العادي فهمها كونها مصطلحات خاصة بالصيادين وشائعة بينهم، ولا ترتبط بالضرورة بشيء ملموس في ذهن القارئ، منها على سبيل المثال عبارة «تملَّك الخط» (بالإنجليزية: own the line)‏ بمعنى «ابحث عن الرائحة»، وهو أمر يُصدره الصياد للكلب كي يتتبع رائحة الطريدة، ومنها أيضًا عبارة «أعطِ لسانك» (بالإنجليزية: Give tongue)‏ وهو أمرٌ لِلكلاب كي تنبح عندما تضبط الطريدة، و«مسقوطات الرياح» (بالإنجليزية: Windfall)‏ ويُقصد بها الفاكهة التي أسقطتها الريح من الأشجار، و«الكلاب تتفقد» (بالإنجليزية: Hounds in check)‏، وهي تعني أن الكلاب تعيد البحث عن رائحة الطريدة بعد أن فقدتها.
نالت الرواية جائزة ديوتن لكتب الحيوانات في عام 1967، ودفع ذلك إلى نشرها في 11 سبتمبر من نفس العام بواسطة دار أ.ب ديوتن للنشر. كانت الرواية الاختيار الفائز لنادي الكتب ريدرز دايجست لعام 1967، وفائزت بجائزة أثينايوم الأدبية. استقبلها النقاد بصورة جيدة، حيث أثنوا على تفاصيلها وأسلوب كتابة مانيكس. قامت شركة والت ديزني بشراء حقوق تصوير الرواية كفيلم عندما فازت بجائزة ديوتن، ومع ذلك فإن إنتاج الفيلم المقتبس عنها لم يبدأ حتى عام 1977. بعد تعديلها أحداث الرواية بشكل كبير، أصدرت ديزني فيلم «الثعلب والكلب» لدور العرض السينمائي في يوليو 1981، فتصدر شبابيك التذاكر حتى حين. وقد عدَّلت شركة ديزني كثيرًا على أحداث القصة حتى أبقت على جزء يسير منها كما هو فقط، وذلك في سبيل جعل الفيلم مُلائمًا لجميع أفراد العائلة، فجاءت نهايته سعيدة بشكلٍ مُخفف، عكس نهاية الرواية الفعلية التي جاءت بشكلٍ مأساوي. كذلك، فإن أبرز النقاط التي يختلف فيها فيلم ديزني عن الكتاب هو من حيث أن الحيوانات فيه غير ناطقة، ولا تتواصل مع بعضها ولا تتخاطب كما في الفيلم، بل هي حيواناتٌ برية وطبيعة صرف، تتصرف وفق غرائزها التي فُطرت عليها، وجميع الأحداث تُروى عن طريق الكاتب، أما في الفيلم فالشخصيات الرئيسية لها صفات وسمات بشرية، فتتحدث وتتخاطب وتتفاهم مع بعضها. وفي الرواية لا تتمتع الحيوانات بمفاهيم بشرية، فكوبر لا يريد سوى إرضاء سيده كأي كلب أليف، بينما في الفيلم فإنه يرغب بالانتقام من الثعلب لما حصل مع صديقه، تمامًا كما سيده، كما أن تود الثعلب لا يشعر بالضغينة تجاه الكلب وسيده في الرواية، كونه مجرد حيوان مجرد من الأحاسيس البشرية.

## الملخص (الحبكة)

### بداية القصة
«كوبر» هو كلبٌ دمُّومٌ (إحدى سلالات كلاب الصيد) هجين، كان المفضل من بين كل كلاب قطيع سيده القاطن في منطقة ريفية. ومع ذلك، شعر بالتهديد من «شيف» وهو كلب أصغر سنًا وأسرع جريًا منه لونه أسود يخالطه حمرة. كره كوبر شيف لأنه أخذ مكانه في قيادة القطيع، وفي ذات مرة أثناء خروج الكلاب مع سيدها لاصطياد الدببة، هاجم دبٌ السيد، فدافع عنه شيف دفاعًا مستميتًا بينما خاف كوبر وهرب. ومنذُ تلك الحادثة أخذ السيد يتجاهل كوبر ويكثر من الثناء على شيف ومدحه، فازدادت كراهية وغيرة كوبر للأخير.
«تود» هو ثعلب أحمر صغير، تربى كحيوان أليف على يد صياد كان قد قتل والدته وإخوته. استمتع تود بحياته في البداية لكن عندما بلغ مرحلة النضوج الجنسي عاد إلى البرية. في سنته الأولى بدأ في تأسيس منطقة سيطرة خاصة به وتعلم أساليب المراوغة والهرب من كلاب المزارعين التي تحاول اصطياده. في أحد الأيام دخل بيت السيد واكتشف أن وجوده يصيب قطيع الكلاب المقيدة بالسلاسل بالجنون، وبدأ يستمتع بإغاظتها، حتى جاء يوم كسر فيه شيف سلسلته وطارده، ولكن رأه السيد وهو يهرب فتبعه ومعه كوبر، وبينما شيف يتعقب الثعلب بمهارة هرب تود على سكة القطار الحديدية بينما كان القطار يقترب. وانتظر تود حتى اللحظة الأخيرة ليقفز للجانب الآخر فتبعه شيف ولكن القطار دهسه وقتله.

### اللُب
بعد أن دُفن شيف وبكى عليه سيده، درَّب الأخير كوبر على تجاهل كافة الثعالب إلا تود، ليبدآ بمطاردة ذلك الثعلب مُنذ ذلك الحين. استخدم السيد عشرات أساليب الصيد في مسعاه للامساك بتود والانتقام منه، وفي كل محاولة صيد تعلم كلًا من الثعلب والكلب خدع وطرق جديدة للتغلب على الآخر، على أن الأفضلية بقيت لتود الذي كان يهرب في النهاية. وقابل تود ثعلبة أكبر منه سنًا وأكثر خبرةً أنجب منها عدة ثعالب الصغيرة، ولكن قبل أن تكبر صغارهما وجد السيد الوكر الذي اختبأت فيه، فخنق الجراء بالغاز حتى ماتت. في ذلك الشتاء وضع السيد أفخاخًا تقبض الأقدام كان تود قد تعلم تفاديها، ولكن الثعلبة وقعت فيها وقُتلت. في شهر يناير وجد تود رفيقة جديدة أنجب منها جراء أخرى، فاتبع السيد أسلوب «الصيد الساكن» حيث يظل قابعًا بكل هدوء في الغابة بينما يقلد صوت نداء الأرنب ليجذب الجراء الصغيرة، وبهذه الطريقة تمكن من قتل الجراء وعن طريق تقليد صوت الثعلب المصاب تمكن من قتل رفيقة تود أيضًا.
بمرور الأعوام بدأت المنطقة الريفية تتجه نحو التمدن حيث ظهرت مباني جديدة وطرق سريعة والمزيد من مشاريع تطوير الإسكان ودُفع المزارعين بعيدًا. على الرغم من أن الحياة البرية اختفت والصيد أصبح صعبًا جدًا، إلا أن تود بقي في تلك المنطقة معتبرًا إياها وطنه، بينما اتجهت الثعالب الأخرى للأكل من القمامة وتغيرت طباعها والروابط بينها وبين رفيقاتها، فأصبحت متعددة الشريكات حيث يفترق الزوجان بعد انتهاء التزاوج، وخسر السيد كثير من أرضه وبقي معه كلب وحيد وهو كوبر، على أنهما استمرا في كل شتاء يحاولان صيد تود الذي أصبح - بشكل غريب - يتطلع إلى ذلك حيث أن هذا أصبح الجانب الوحيد من حياته القديمة الذي مازال باقيًا.

### الخاتمة
قضي السيد معظم وقته يشرب الخمور ونصحه رفاقه أن ينتقل إلى دار مسنين حيث لا يسمح بتواجد الكلاب. في أحد فصول الصيف، تفشى داء الكلب في جمهرة الثعالب المحلية، وبعد أن هاجم أحد الثعالب المصابة مجموعة من الأطفال بدأ الناس يستغيثون بالسيد ليقتل الثعالب، فاستخدم الفخاخ والسموم ليحاول قتل قدر المستطاع منها، ولكن السم قتل الحيوانات الأليفة أيضًا التي رباها البشر أيضًا. وبعد أن مات أحد الأطفال نتيجة لتناول إحدى الطعوم السامة، قام الأهالي بنزع كل تلك الطعوم من الجوار، فبدأ السيد في تنظيم حملات صيد يشارك فيها أعداد كبيرة من الناس فيرغمون الثعالب على الخروج من جحورها ثم يطلقون عليها النار، ولكن تود - الذي طعن في السن - نجا من الأحداث الثلاثة: داء الكلب وسم السيد وحملات الصيد، كما نجا من مطاردة كلاب الصيد له.
في صباح يوم ما بعد أن هرب تود من كلاب الصيد قام السيد بإرسال كوبر في أثره، وبعد أن نجح في تتبع آثار الثعلب طارده مطارده عنيفة في وضح النهار حتى صباح اليوم التالي، وفي النهاية سقط تود ميتًا من شدة التعب وانهار فوقه كوبر وقد شارف على الموت أيضًا، فقام السيد بمداواة كوبر واستمتعا معًا بشهرتهما الجديدة، ولكن بعد شهور قليلة انتهت الفرحة بإنجاز كوبر وعاد السيد إلى شرب الخمور ونُصح مرة أخرى بالذهاب إلى دار مسنين، وهذه المرة قبل النصيحة وأخذ بندقيته من على الحائط واصطحب كوبر إلى الخارج ودلله بلطف قبل أن يأمره بالاستلقاء وغطى عيني الكلب بينما كان الأخير يلعق يد سيده محبةً وثقةً به.

## التطوير
رغبة منه في التصوير الواقعي لسلوك الثعالب ومكرها، قام الكاتب مانيكس بقضاء أكثر من عام يدرس سلوك زوج من الثعالب كان يحتفظ بها في منزله. وقد صرح أنها كانت أليفة جدًا حتى أنه استطاع إطلاق سراحها ومشاهدتها تصطاد وتتقاتل وتتزاوج وتعيش حياة عادية إلى حد كبير. كما درس عادات الثعالب البرية وتحاور مع مستخدمي الأفخاخ والصيادين ومراقبي الحيوانات ومدربي كلاب الصيد ليعلم ما قد تفعله الثعالب وما لن تفعله في مواقف معينة. وناقش الكاتب مانيكس هذا البحث في مقدمة الرواية.
وليدافع عن روايته ضد اتهامات عدم احتمالية وقوع بعض الأحداث، سرد مانيكس ملاحظاته عن الثعالب وقارنها وناقشها مع قصص الناس عن سلوك هذه الحيوانات، وفيما يخص ما قام به الثعلب تود في مراوغة الصيادين فقد ذكر في حديثٍ مفصل أنه شاهد الثعالب البرية تفعل ذلك، وأنه استند إلى قصص أناس شاهدوها تفعل ما تفعله، واستخدم تلك المعلومات كقاعدة في بعض أحداث الرواية، فعلى سبيل المثال ذكر أن بعض الناس قالوا له أن الثعالب لا تركض بين الأغنام أو قطعان الماشية للهرب من كلاب الصيد، إلا أنه هو نفسه اعتاد رؤيتها تفعل ذلك من نافذة غرفته، وفي قضية ركض الثعلب على امتداد خط السكة الحديد بينما القطار يقترب فإن الكاتب استند على قصة أخبره بها أحد أمهر الصيادين في منطقة «ويتفورد سايلس» بالقرب من ثورندايل في بنسلفانيا، والذي كان قد اضطر للتوقف عن الصيد في تلك المنطقة لأن أحد الثعالب كان يقتل كلاب الصيد المطاردة له في منطقة «ترنتون كاتاوف» باستخدام الطريقة نفسها.
شعر الكاتب مانيكس أنه كان من المستحيل لأي كاتب أن يهرب من وضع بعض التشخيص في رواية كهذه، فالإنسان لا بد أن يخمن ما هي الطريقة التي يعمل بها عقل الحيوان وما هي دوافعه، فقد شعر أن الحيوانات تفكر بطريقة مختلفة عن البشر، ولكنها مع ذلك تتمتع ببعض المنطق ولكن بدرجة بدائية مقارنة بالبشر. وفي شرح وصفه للصيد قال أنه كان من الصعب التحديد كيف يمكن لكلب صيد بحاسة شم غير بشرية أن يترجم ويستجيب إلى الروائح بينما يتتبع حيوان آخر.
يوضح الفصل الأخير من القصة آخر محاولة صيد لتود تم كتابتها استنادًا على قصة «بوسطن» وهو كلب صيد ثعالب هجين كان يبلغ من العمر أربعة عشر شهرًا، و«بالدي» العجوز، وهو ثعلب أحمر اشتهر بين الصيادين بهروبه ذات مرة من عدد من مجموعات كلاب الصيد التي أطلقت في أثره. قرأ مانيكس تلك القصة أول مرة في مقال في مجلة «ريكرياشن» كانت قد صرحت بذلك في ديسمبر 1887، فذكرت أنه بالقرب من نهر جيمس في فيرجينيا، اصطاد الكلب بوسطن ثعلب يدعى «بالدي» بعد أن لاحقه لمدة يوم ونصف اليوم قطعًا فيها مسافة خمسين ميلًا أو ما يعادل ثمانين كيلومترًا، ووفق ما قاله مانيكس فإن بوسطن وبالدي نفقا معًا ودفنا معًا، ولكن في مقال مجلة «ريكرياشن» فإن بوسطن نجا ولكنه لم يتعافى كليةً أبدًا، ومات عندما كان عمره ثلاث سوات فقط. شخصية الكلب كوبر بُنيت على أساس شخصية الكلب المفضل عند «بي دي أدكينز» مدرب كلاب الصيد المشهور دوليًا، والذي رافقه الكاتب مانيكس في عدة رحلات صيد. بعض الشخصيات البشرية في الرواية بُنيت على أساس حيوات وأساليب المعيشة المحلية في وادي أورو في ضواحي توسان في أريزونا.
في عام 1967 اختارت دار أ.ب. ديوتن للنشر رواية الكاتب مانيكس غير المنشورة بعد لتفوز بجائزة «كتاب الحيوان» السنوية لعام 1967، وهي منافسة عالمية تفتح للمؤلفين الجدد، بالإضافة إلى جائزة مالية قدرها عشرة آلاف دولار (10,000 $)، وملكت الدار حقوق النشر الخاصة بالرواية وأصدرتها في 11 سبتمبر من نفس العام. نُشرت الرواية في الولايات المتحدة الأمريكية بواسطة الدار سالفة الذكر وفي كندا بواسطة دار «كلارك وإروين وشركائهما». وتبع ذلك إصدار طبعة أخرى بصورة كتيب جيب في عام 1971. صدرت الرواية في إثني عشرة دولة أخرى، منها فنلندا في عام 1968 بواسطة دار أوتافا، وفي ألمانيا بواسطة دار «هوفمانن آند كامب».

## الاستقبال
اختيرت رواية «الثعلب وكلب الصيد» بوسطة نادي الكتب ريدرز دايجست في عام 1967 وطُبعت نسخة مختصرة عنها، وفي العام نفسه نالت جائزة أثينايم الأدبية.
صنفت منظمة «بوكليست» التابعة لجمعية المكتبات الأمريكية الرواية كإحدى «أعلى الكتب التي تتحدث عن الحيوانات مُستوىً» وأثنت على جمعها بين علم النفس العبقري والكتابة بأسلوب جميل نادر وتحدثها عن العادات غير المشهورة الخاصة بالصيد وبالحيوانات. تبعًا للبوكليست فقد قامت مجلة «بابليشر ويكلي» بمنح الرواية أعلى التوصيات، وأشارت اليها كتصوير مبدع لعالم الحيوان. قام ويليم ب.هيل بمراجعة الرواية لمجلة «بيست سيللر» واعتبرها رواية جيدة إلى أبعد الحدود، وأثنى على بساطتها ومصداقيتها فيما يخص الثعلب والكلب حيث كانا حقيقيان بالإضافة إلى رموز المشكلات الاجتماعية التي تطرقت لها، ووجد أنها بالغت في الوصف في بعض الأماكن، ولكن ككل اعتبرها قصة معقولة ومبهرة بشكل كبير وشخصياتها ممتعة.
رأى روبرت رامزي الكاتب في صحيفة «ماونتن ديمقراط» التابعة لمجلس بلدية بليسرفيل بكاليفورنيا، أن الكتاب يستحق الفوز بجائزة «ديوتن» وصنّف الأسلوب الروائي على أنه «دائم التشويق»، كما اعتبر الشخصيتان الرئيسيتان «تود» و«كوبر» أنها «لا تُنسى»، بينما أثنى على قدرة مانيكس في الدخول إلى عالم الحيوان وتصويره. اعتبر ناقد أدبي من «كاثوليك ليبراري ورلد» أن الرواية تجربة قراءة ممتعة وجديرة بالذكر حيث كتبها رجل يعرف أساليب الثعالب، كما أثنى المؤلف والرياضي «ريتشارد ألدين نايت» على الرواية وصرح أنها «تتفوق على أي كتابة عرفتها فيما يخص عملية التفكير عند الحيوانات»، وصرح أيضًا أن القصة والتي هي عبارة عن صراع بين أعداء طبيعية تم «سُردت بطريقة جيدة وكتبت بالمشاعر». كما رأى ناقد أدبي لـ«ريدين إيجل» أن مانيكس كتب بطريقة جيدة تكفي لجعل القارئ يشعر كأنه كان هو يتقمص الشخصيتان «تود» و«كوبر»، كما أنه رأى أن القصة كانت شيقة جدًا بفضل المقابلة الدرامية بين الحيوانين.

## الفيلم المقتبس
قامت شركة والت ديزني بشراء حقوق التصوير الخاصة برواية الثعلب وكلب الصيد بعدما نالت جائزة «ديوتن» لكتب الحيوانات. بدأ إنتاج الفيلم المقتبس عام 1977، وكان أغلى فيلم رسوم متحركة تم إنتاجة في ذلك الوقت بتكلفة إثني عشرة (12) مليون دولار، ومن أجل صناعة الفيلم قرر المدير التنفيذي بشركة والت ديزني الاعتماد على المواهب الشابة بصورة أساسية ليكون ظهورهم الأول هو في هذا الفيلم، لأن  رائدي الشركة، الذين كانوا يلقبون بـ«العجائز التسعة»، كانوا قد شارفوا على التقاعد. كان الرسامون وكُتَّاب السيناريو جدد في المقام الأول، وكذلك أيضًا المخرجون «أرت ستيفنز» و«تيد بيرمان» و«ريتشارد ريتش». وكان آخر هذا فيلم شارك فيه «أولي جونسون» و«فرانك طوماس» و«وولي ريثرمان»، والذين يعدون أساطير شركة والت ديزني. ولكن الفارق الزمني بين الفريق القديم والجديد أدى إلى خلافات فيما يخص طريقة التعامل مع الفيلم، فقد كان لريثرمان أفكاره الخاصة بشأن التصاميم والنماذج التي يجب أن تستخدم، غير أن الفريق الجديد أيد ستيفنز باستثناء «دون بلوث» الذي رأى أن أعمال والت ديزني قد عفا عنها الزمن، فانسحب وانضم له أحد عشر شخصًا من الآخرين وكوَّن إستوديوهًا لتصوير الرسوم المتحركة خاص به، ودفع انسحاب الرسامين إلى إلغاء العرض الأول للفيلم الذي كان مقررًا في عيد الميلاد لعام 1980، إلى أن يتم تعيين رسامين جدد.
وفي أثناء ذلك تم تعديل القصة بشكل كبير لتكون ملاءمةً أكثر لفيلم عائلي، وبعد أن تم الانتهاء منها عام 1981 تحولت لتتحدث عن أحداث صداقة غير مألوفة تجمع بين مخلوقين يجب أن يكونا عدوان طبيعيان، واللذان تعلما أن المجتمع أحيانًا يحاول تحديد دورهما على الرغم من دوافعهما الجيدة. في السيناريو الأصلي للفيلم كان يفترض أن يموت «شيف» تمامًا كما ورد في الرواية لكن ستيفنز لم يرد أن يكون هناك مشهد وفاة في الفيلم فقام بتعديل الفيلم لينجو شيف ويبقى على قيد الحياة.
عُرض الفيلم لأول مرة في دور العرض في الولايات المتحدة الأمريكية في 10 يوليو من عام 1981، وحقق نجاحاً سريعًا حيث حصد 39,900,000 دولار ليصبح في المرتبة الرابعة عشر ضمن قائمة أفضل الأفلام لذلك العام، ثم أُعيد إصداره في دور العرض بالتوالي في 25 مارس من عام 1988. أما أول نسخة فيديو منزلية للفيلم فكانت في 1 مارس من عام 1994.

## وصلات خارجية
- الثعلب وكلب الصيد، من جود ريدز.
- مصدر الأفلام: رواية الثعلب وكلب الصيد.